# Вінсент Астор
Вільям Вінсент Астор (англ. William Vincent Astor; 15 листопада 1891, П'ята авеню, Мангеттен — 3 лютого 1959, Нью-Йорк) — американський бізнесмен і філантроп з роду Асторів.

## Початок життєвого шляху
Вільям Вінсент Астор народився на П'ятій авеню в особняку, в якому жила його бабуся Керолайн Астор, світська левиця. Він був сином Джона Джейкоба Астора IV, мільйонера і винахідника, і його першої дружини Ави Ловлі Вілінг, красивої і розпещеної спадкоємиці з Філадельфії. Суспільство називало подружжя «Красуня і чудовисько».

## Дитинство і отримання спадщини
Вінсент пережив важке дитинство. Його марнославну матір бентежила його схожість з батьком, за що вона принижувала його при людях. До того ж, шлюб його батьків був далекий від досконалості. Вони врешті розлучилися в 1909 році і 9 вересня 1911 року Джек Астор одружився з Мадлен Форс-Астор, 18-річною красунею, яка була на рік молодша за його сина. У 1919 році сестра Вінсента, Ава, вийшла заміж за британського дворянина Томаса Лістера. Будучи студентом Гарварду, в 1912 році Вінсент успадкував приблизно 200 млн дол США, коли його батько загинув унаслідок аварії «Титаніка».

## Філантропія
Вінсент Астор був, за словами біографа сім'ї Астор Дерека Вільсона, «досі невідоме явище в Америці: представник сімейства Астор з високо розвинутим почуттям соціальної справедливості». Йому було 20 років, коли загинув його батько. Успадкувавши величезні статки, Вінсент Астор кинув Гарвардський університет. Йому хотілося змінити імідж його сім'ї, що мала славу скупих і гордовитих власників нетрів, що насолоджувались життям за рахунок інших. Згодом він продав комплекс будинків у нетрях Нью-Йорка, що належали його сім'ї, і вклав гроші в солідні підприємства, витрачаючи багато часу та енергії на допомогу людям. Він звів великий житловий комплекс у Бронксі, де він відвів велику ділянку землі для дитячого ігрового майданчика, а також у Гарлемі, де він також перетворив значну ділянку землі на будівництво ігрового майданчика для дітей.
Вінсент опинився на 12 місці в списку найбагатших людей Америки, згідно зі списком, складеним журналом Форбс. Його статки на той момент оцінювалися в 75 млн дол. США.
Серед його власності був журнал Ньюсвік, штаб-квартира якого розташовувалася певний час у колишньому нью-йоркському готелі Кнікербокер, що збудував батько Вінсента Астора, який керував журналом. Він також успадкував будинок «Фернкліфф», у якому народився його батько. Вінсент Астор був останнім власником Фернкліфф. Після його смерті в 1959 році будівлю було передано, згідно з його заповітом, бенедиктинській лікарні в Кінгстоні, Нью-Йорк, а в 1964 році його вдова, Брук, подарувала залишену їй ділянку землі Фернкліффа лісовому заповіднику.

## Смерть
Вінсент помер у 1959 році від серцевого нападу, залишивши всі свої гроші Брук, причому несподівано велику суму. Він був останнім, хто народився в родині Асторів і належав до числа найбагатших людей США (згідно з журналом People).
Джон Джейкоб Астор VI, брат Вінсента Вільяма, з яким він ніколи не був у хороших відносинах, намагався оскаржити його заповіт, але програв справу.